# Kamen Rider ZO
Kamen Rider ZO (仮面ライダーZO Kamen Raidā Zetto Ō?) è un film del 1993 diretto da Keita Amemiya.
La pellicola appartiene al genere tokusatsu e al franchise di Kamen Rider prodotto dalla Toei.
Nel 1994 venne fatto un videogioco per Sega CD basato sul film, e venne distribuito negli Stati Uniti con il titolo The Masked Rider - Kamen Rider ZO.

## Trama
Masaru Aso era l'assistente del genetista Dr. Mochizuki, e fu usato come cavia per i suoi esperimenti sulla creazione del Neo Organismo, facendolo diventare un essere umanoide di aspetto simile a una locusta chiamato Kamen Rider ZO. Masaru fuggì sulle montagne e rimase in coma per due anni prima di venire risvegliato da una chiamata telepatica e dal desiderio inconscio di proteggere Hiroshi Mochizuki, il figlio del Dr. Mochizuki. Dopo aver cercato di scoprire il significato della sua trasformazione in Kamen Rider, Masaru sente che Hiroshi e in pericolo e salva il ragazzino dal mostro Doras. Successivamente, Masaru incontra Reiko e la sua classe di Karate. Kamen Rider ZO combatte contro un mostruoso uomo pipistrello mentre Reiko e Hiroshi vengono imprigionati in una dimensione tasca da una donna ragno, un altro mostro al servizio di Doras. ZO Sconfigge la donna ragno e salva Reiko e Hiroshi ma quest'ultimo viene catturato dall'uomo pipistrello e ZO si mette all'inseguimento. Dopo aver salvato Hiroshi, Masaru gli rivela che il Dr. Mochizuki ha usato anche lui nei suoi esperimenti.
Rifiutando di credergli, Hiroshi cerca di correre via prima di venire ritrovato da Masaru che gli aggiusta il suo orologio, riconoscendone la melodia che lo ha risvegliato dal coma.
L'uomo pipistrello ritorna, assumendo le sembianze del Dr. Mochizuki per attirare Hiroshi in una trappola con Doras che fa perdere i sensi a Hiroshi per poi portarlo in un complesso.
ZO distrugge l'uomo pipistrello prima di andare dove si trovano Hiroshi e il Dr. Mochizuki, scoprendo che era stato il genetista stesso a risvegliarlo e che il Neo Organismo stava agendo di sua volontà per tutto il tempo con lo scopo di diventare un essere perfetto.
ZO cerca di combattere Doras, ma viene imprigionato dal Neo Organismo. Doras tiene in ostaggio Hiroshi per costringere il Dr. Mochizuki a completare l'evoluzione del Neo Organismo.
La melodia del orologio di Hiroshi distrae Doras abbastanza da permettere a ZO di liberarsi e sconfiggere il mostro mentre il Dr. Mochizuki si sacrifica per distruggere il Neo Organismo.
Il complesso si autodistrugge e ZO fugge insieme a Hiroshi.
Dopo aver lasciato Hiroshi insieme a Seikichi, Masaru si mette a vagare senza una meta precisa.

## Personaggi
- Masaru Aso/Kamen Rider ZO: L'eroe della storia. Masaru era originariamente l'assistente del Dr. Mochizuki finché lo scienziato ha compiuto degli esperimenti su di lui. Sconvolto dall'essere stato reso un cyborg simile a una locusta, Masaru fuggì sulle montagne dove cadde in coma per due anni prima di svegliarsi con un desiderio inconscio di proteggere Hiroshi. Anche se Masaru odia Mochizuki riesce comunque a perdonarlo prima di scoprire che era stato lui a risvegliarlo dal coma. Come Kamen Rider ZO, le sue uniche mosse speciali sono lo ZO Punch e lo ZO Kick. ZO possiede lo Z-Bringer, una moto costruita dal Dr. Mochizuki. La Z-Bringer può raggiungere la velocità di 1,300 km/h e resistere al calore fino a 1000 gradi. Zo può eseguire con Z-Bringer lo Z-Bringer Attack.
- Neo Organismo: Una vasca di fluido vivente creato dal Dr. Mochizuki con lo scopo di creare l'essere perfetto. Assume le sembianze di un bambino verde con delle somiglianze a Hiroshi, ma privo di emozioni e con il desiderio di conquistare il mondo. Il Neo Organismo ha orchestrato gli eventi del film e ha tenuto prigioniero il suo creatore per due anni quando quest'ultimo si è rifiutato di completare la sua evoluzione. Assume la forma del mostro Doras per trovare Hiroshi e usarlo per costringere il Dr. Mochizuki a obbedire.